# Invasione tedesca dell'Ungheria (1063)
L'invasione tedesca dell'Ungheria dell'agosto-settembre 1063 ebbe luogo mentre nel territorio magiaro era in corso un conflitto dinastico. Salomone, assistito dal cognato Enrico IV di Franconia, era desideroso di tornare in Ungheria e sedersi nuovamente sul trono al posto di suo zio Béla I, ritenuto un usurpatore. In precedenza, Enrico IV rifiutò le proposte di Béla di suggellare un trattato di pace con il Sacro Romano Impero. Le truppe teutoniche invasero l'Ungheria nell'agosto 1063, ma Béla morì nel corso di un singolare incidente o, più verosimilmente, durante le prime schermaglie, con il risultato che le armate tedesche poterono fare il loro ingresso senza combattere a Székesfehérvár (Alba Regia), la capitale. Alla fine del conflitto, in un'Ungheria che ormai era lacerata dalle guerre civili da decenni, Enrico riuscì a insediare Salomone sul trono.

## Contesto storico

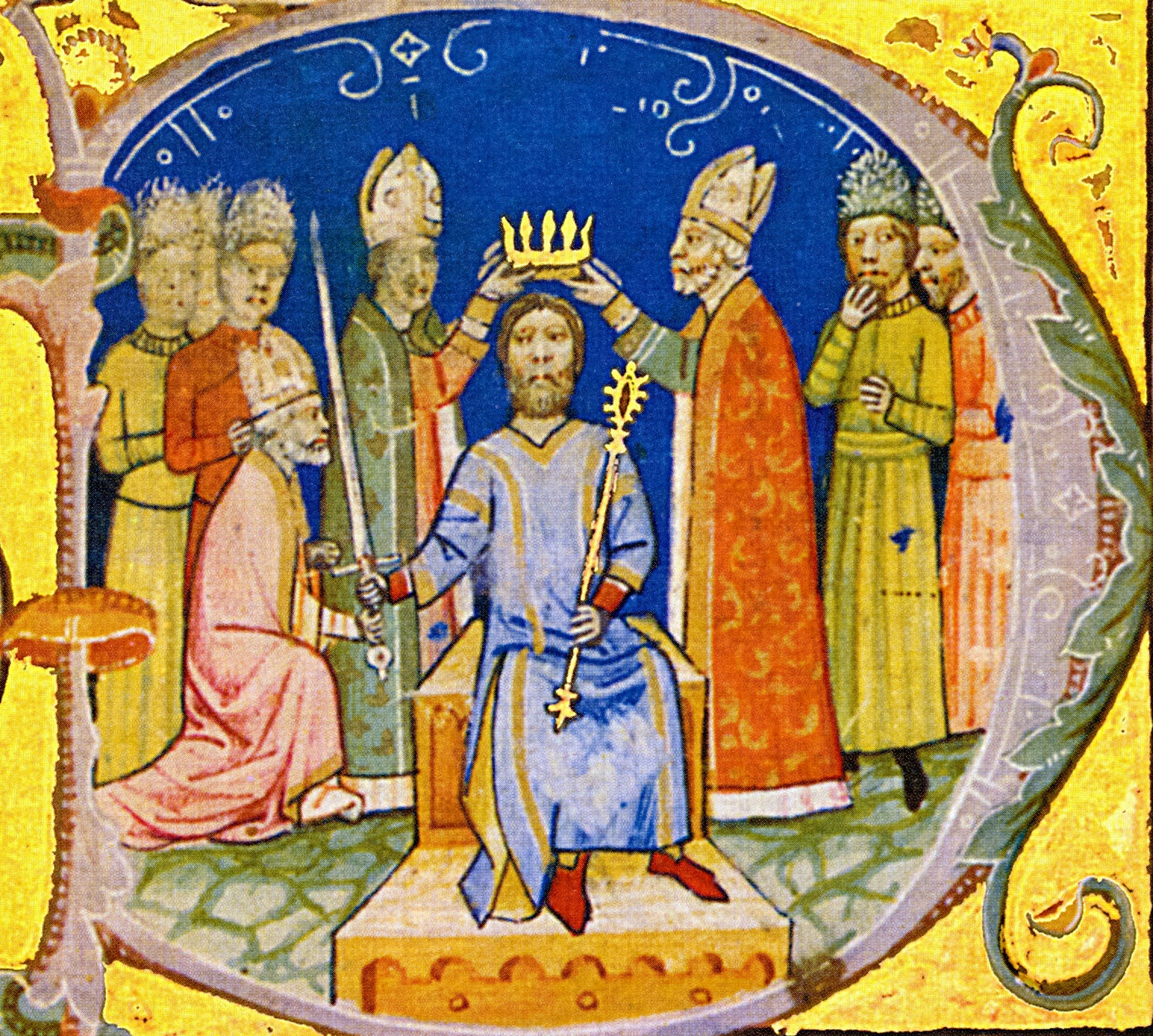
L'incoronazione di Andrea I. Miniatura tratta dalla Chronica Picta

Dopo aver trascorso quindici anni in esilio, Andrea I si assicurò il trono ungherese durante le fasi finali di una grande rivolta pagana scoppiata nel 1046, costringendo Pietro Orseolo, che era al potere in veste di vassallo dell'imperatore Enrico III il Nero, a rinunciare alla carica. Benché avesse promesso il ripristino del paganesimo ai suoi sostenitori, Andrea non tenne fede alla sua parola e restaurò il cristianesimo, bandendo inoltre i riti tradizionali. Il re chiese al fratello minore Béla di tornare in Ungheria nel 1048, concedendogli l'amministrazione di un terzo del regno (Tercia pars regni) e conferendogli il titolo di duca. I due fratelli collaborarono in maniera assidua negli anni successivi, prevenendo con successo le incursioni e le invasioni del Sacro Romano Impero lungo il confine occidentale all'inizio degli anni 1050.
Il figlio di Andrea, Salomone, nacque nel 1053; il buon rapporto tra i due fratelli si deteriorò dopo che Andrea fece incoronare re il suo primogenito nel 1057 o nel 1058. Tale azione fu la diretta conseguenza delle trattative di pace portate avanti con il Sacro Romano Impero, in quanto i tedeschi non acconsentirono a un matrimonio tra Salomone e Giuditta, sorella del minorenne Enrico IV, fin quando non sarebbe stato assicurato e poi confermato pubblicamente il diritto di Salomone di succedere al padre. Secondo gli Annales Altahenses, Béla e suo figlio maggiore Géza furono assenti da quell'incontro nel settembre del 1058, dove Giuditta fu data in sposa a Salomone.

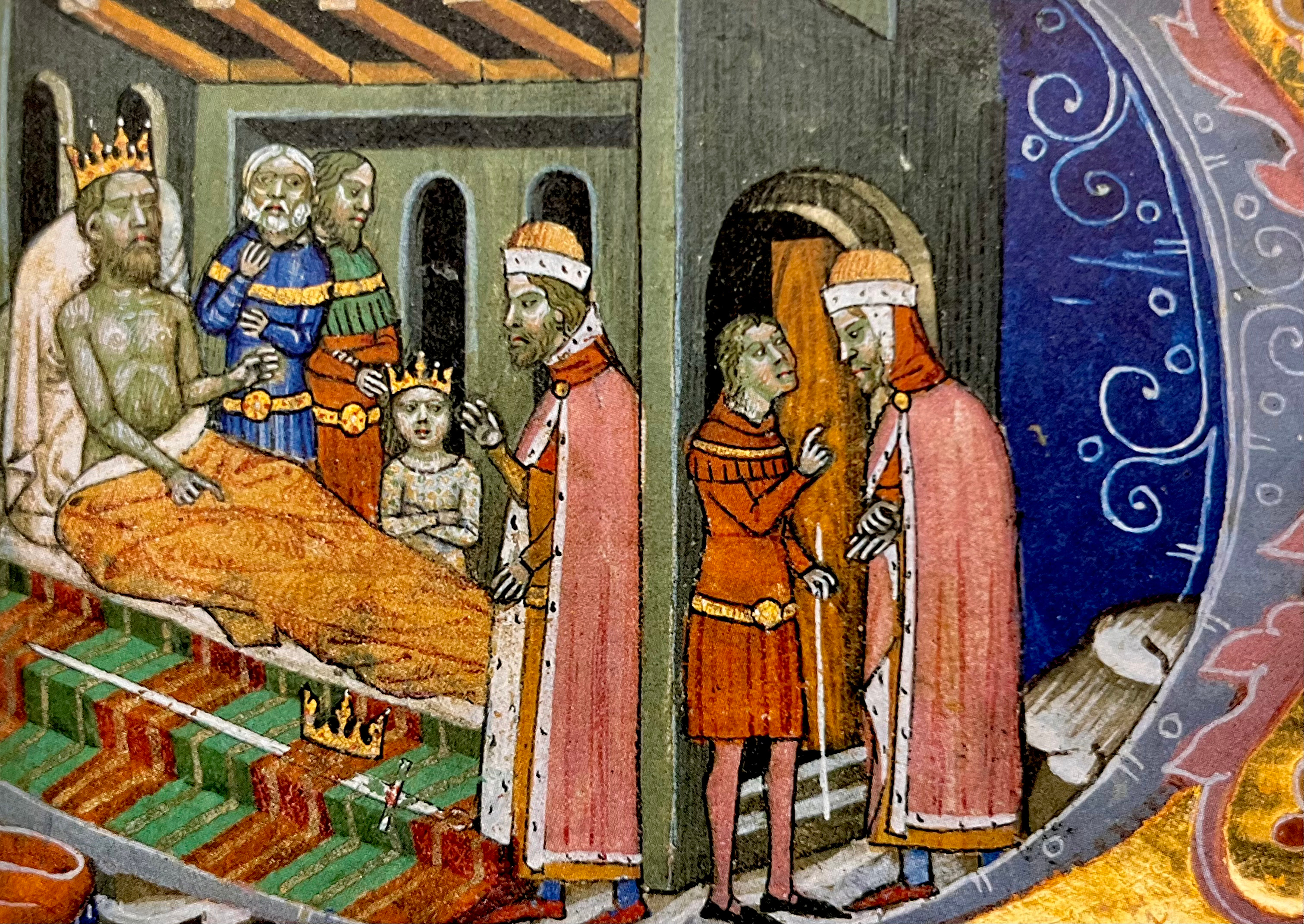
L'episodio di Tiszavárkony immortalato nella Chronica Picta: un paralizzato Andrea costringe suo fratello Béla a scegliere tra la corona e la spada

In seguito, Andrea I continuò a concentrarsi sulla necessità di assicurare il trono per il suo figlio. La Chronica Picta narra che organizzò un incontro con il duca e fratello Béla nella fortezza reale di Tiszavárkony. In quel frangente, Andrea avrebbe concesso a suo fratello la possibilità di scegliere liberamente tra una corona e una spada, ovvero rispettivamente i simboli del regno e del ducatus. Béla, che era stato precedentemente informato dai suoi sostenitori che alla corte di Andrea sarebbe stato assassinato per ordine del re se avesse optato per la corona, indicò la spada. Diversi storici hanno sostenuto che l'episodio relativo all'incontro di Várkony fosse stato immaginato nel XII secolo, in maniera tale da giustificare a posteriori la tanta rabbia che Béla provò. Quest'ultimo, che in realtà non aveva intenzione di rinunciare alla sua pretesa di subentrare a suo fratello in favore di suo nipote, fuggì in Polonia e cercò assistenza militare rivolgendosi al duca Boleslao II (al potere dal 1058 al 1079). Nella guerra civile che ne seguì, il padre di Salomone perse lo scontro decisivo e fu ferito a morte nella battaglia del passo di Theben nell'autunno del 1060. Béla I fu incoronato re il 6 dicembre 1060, mentre il figlio Salomone e sua madre Anastasia fuggì nel Sacro Romano Impero e si stabilì nel forte di Melk, in Austria. All'inizio del 1061, Anastasia si recò a Ratisbona e si rivolse in cerca di aiuto a Enrico IV e alla corte tedesca, sperando di recuperare il trono magiaro per il suo giovane figlio.
Béla I tentò di concludere un trattato di pace con il Sacro Romano Impero. A tale scopo, a titolo di riconciliazione e poco dopo la sua incoronazione, liberò tutti i comandanti tedeschi che avevano assistito Andrea durante la guerra civile, tra cui Guglielmo IV di Weimar. Tuttavia, i consiglieri del giovane monarca teutonico rifiutarono le proposte presentate da Béla. Questi rivestì la carica apicale del regno per tre anni, un lasso di tempo relativamente breve che fu prolungato dal fatto che l'attenzione dei consiglieri imperiali, sotto la reggenza della regina vedova Agnese di Poitou, fu attirata dagli eventi della politica estera italiana (nello specifico la riforma elettorale di papa Niccolò II). A cavallo tra il 1062 e il 1063, i prelati Annone II di Colonia e Adalberto di Brema assunsero la carica di reggenti ad interim. Nell'estate del 1063, un'assemblea dei principi tedeschi tenutasi a Magonza decise di avviare una spedizione militare contro l'Ungheria per insediare al trono il giovane Salomone. Gli Annales Altahenses narrano che Béla offrì addirittura in ostaggio suo figlio ed erede Géza ai tedeschi quando fu informato della campagna che era stata pianificata.

## Svolgimento del conflitto
(Chronica Picta)
L'esercito imperiale invase il Regno d'Ungheria alla fine dell'agosto del 1063. I combattenti teutonici guidati da Ottone di Northeim, duca di Baviera, attraversarono il confine qualche tempo dopo il 20 agosto 1063: Enrico IV, che partecipò personalmente alla guerra, emise un documento reale relativo al conflitto a Erlangen nella stessa giornata. È presumibile che l'esercito imperiale avesse varcato il confine magiaro nei primi giorni di settembre del 1063. Lo storico Ágoston Ignácz riteneva che l'esercito tedesco fosse partito per Melk, dove Anastasia, la madre di Salomone era in esilio, nel loro percorso lungo il fiume Danubio verso l'Ungheria. Sul confine occidentale, gli ungheresi stabilirono una linea di difesa chiamata gyepű all'inizio dell'XI secolo. Secondo la narrazione degli Annales Altahenses, grazie all'aiuto dei sostenitori e conterranei di Salomone, i sostenitori imperiali varcarono stavolta facilmente il confine naturale in una zona paludosa. Da quel punto il castello di Moson (odierna Mosonmagyaróvár), situato nel comitato omonimo, distava due giorni; cinto d'assedio ed espugnato dall'avanguardia, il presidio fu poi raggiunto anche dal grosso delle truppe.

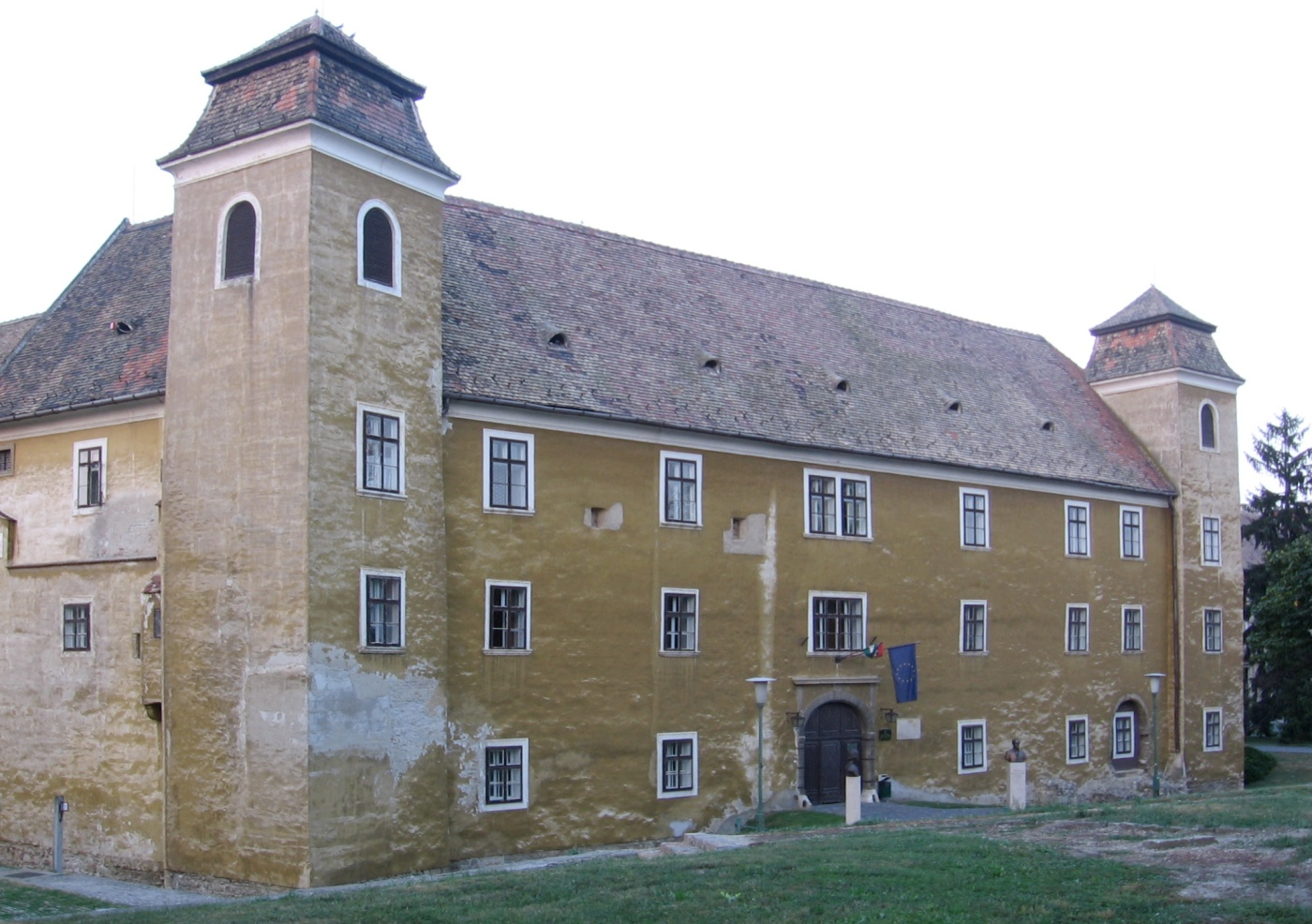
Il castello di Mosonmagyaróvár oggi. Costruita nel XII secolo, fu questa struttura, sottoposta nei secoli a varie ristrutturazioni che ne hanno modificato l'impianto originale, a fornire rifugio a Salomone per vari anni

Dopo aver appreso la notizia dell'invasione tedesca, Béla I stava ipotizzando di abdicare in favore di suo nipote se quest'ultimo avesse ripristinato il suo precedente ducatus, ma fu ferito gravemente quando «il suo trono si ruppe sotto il suo peso» nella fortezza reale a Dömös. In condizioni di vita assai cagionevoli, il monarca fu portato ai confini occidentali del regno, dove l'11 settembre 1063 si spense presso il torrente Kinizsa, un rivolo situato vicino al fiume Rabnitz (Répce) a Castello di Dévény (l'odierna Devín, in Slovacchia). Lo storico Péter Báling ha ritenuto la narrazione della morte di Béla «un topos» e un'allegoria, paragonando la sua morte al destino del vescovo Bruno di Würzburg, la cui dipartita viene narrata raccontando di circostanze simili. È probabile che tale versione celasse tra le righe un messaggio, quello di rimarcare come Béla non vantasse alcun diritto legittimo al trono ungherese. È ipotizzabile che il sovrano morì nel corso i combattimenti contro i tedeschi lungo il confine occidentale. Pertanto, come sostenuto pure dallo storico Dániel Bagi, risulta verosimile ritenere la narrazione della morte accidentale di Béla un espediente impiegato dall'autore per rimarcare la natura illegittima del suo dominio.
Contrariamente agli Annales Altahenses, gli Annales di Lamberto di Hersfeld e la Chronica Picta sostengono che l'esercito tedesco abbia invaso l'Ungheria soltanto dopo la morte di Béla. L'esercito imperiale marciò nell'Ungheria centrale e raggiunse le porte di Székesfehérvár senza aver incontrato alcuna resistenza, dove fu accolto in maniera trionfante (adventus) dal clero e dall'aristocrazia locale. I tre figli di Béla, Géza, Ladislao e Lamberto, abbandonarono in tutta fretta il territorio magiaro e cercarono rifugio nella vicina Polonia. Salomone, all'epoca quasi undicenne, fu, secondo la Chronica Picta, solennemente «incoronato re con il consenso e l'acclamazione di tutta l'Ungheria» nel settembre 1063. La stessa fonte aggiunge che il monarca tedesco «fece accomodare» Salomone «sul trono di suo padre», ma non gli richiese di prestare giuramento di fedeltà. Secondo lo storico slovacco Dušan Zupka, poiché in precedenza Salomone era stato già incoronato, l'evento rappresentò una commistione tra «una pomposa cerimonia e il rituale di consegna della corona». Anche il matrimonio di Salomone con la sorella di Enrico IV, Giuditta, la quale aveva sei anni in più del suo futuro marito, ebbe luogo in questa circostanza. Gli Annales Augustani, realizzati per l'appunto ad Augusta, affermano che Salomone si sottomise invece al re tedesco, una testimonianza questa che stona con tutte le altre fonti medievali disponibili, le quali si riferiscono a Salomone come alleato e non come vassallo di Enrico IV.
La partecipazione di Enrico IV alla campagna, al tempo tredicenne, coincise con la sua prima esperienza militare. L'invasione si rivelò dunque un'importante pietra miliare nella caratterizzazione del suo governo in termini di «idoneità a governare» (idoneitas) di Enrico e, in senso stretto, della necessità di provare il suo «eroico stile di guerra» (gesta militaria). Salomone e sua madre Anastasia ricompensarono riccamente il re Enrico e la leadership militare tedesca. Secondo la cronaca di Lamberto di Hersfeld, Ottone di Northeim ricevette in dono una «spada di Attila» dalla regina madre. Lamberto narra che un certo Liupoldo, uno dei sostenitori di Ottone che era particolarmente avverso a Enrico IV, si uccise accidentalmente con questa lama nel 1071. Tale reliquia, una sciabola che risale al X secolo, è attualmente esposta a Vienna. Bagi è rimasto scettico sulla veridicità della vicenda: Lamberto era considerato un avversario di Enrico IV durante la lotta per le investiture e, nell'XI secolo, donare una spada a Ottone avrebbe significato riconoscere il suo potere politico. Nel giro di un breve lasso di tempo, l'esercito imperiale abbandonò l'Ungheria. Enrico IV aveva già infatti emesso un nuovo documento reale di cui si ha notizia presso il fiume Fischa il 27 settembre 1063.

## Conseguenze

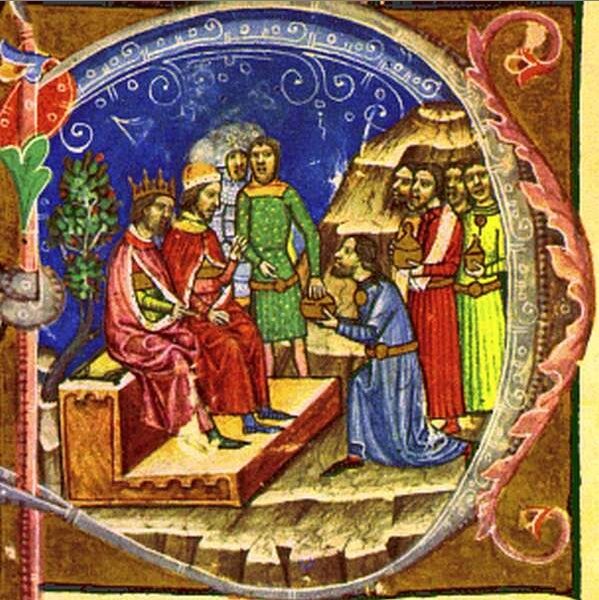
Dopo una campagna combattuta nella regione assieme, Salomone e Géza ricevono doni dalla gente del posto a Niš, oggi in Serbia. Miniatura tratta dalla Chronica Picta

I tre cugini di Salomone, ovvero Géza e i suoi fratelli, tornarono dopo che le truppe tedesche si erano ritirate dall'Ungheria. Questi giunsero con dei rinforzi polacchi e Salomone fu costretto a trovare rifugio nella sopraccitata fortezza di Moson, situata al confine occidentale del regno. Il clero magiaro decise di intervenire, guidato dall'arcivescovo Desiderio di Kalocsa, e cercò di trovare una mediazione tra le parti per scongiurare il rischio di una nuova guerra civile. Alla fine, Salomone e i suoi cugini raggiunsero un accordo che andò firmato a Győr il 20 gennaio 1064. Géza e i suoi fratelli riconobbero Salomone come legittimo re, anche perché quest'ultimo aveva loro concesso il ducatus amministrato dal padre. Il re e i suoi cugini collaborarono in maniera assidua nel periodo tra il 1064 e il 1071. Tuttavia, malgrado i vari episodi di cooperazione, le relazioni rimasero contraddistinte dalla diffidenza e dalla tensione, finendo per trascinare nel giro di qualche anno l'Ungheria in un'ennesima guerra civile.

### Fonti primarie
- Dezső Dercsényi, Leslie S. Domonkos (a cura di), Chronica Picta, Corvina, Taplinger Publishing, 1970, ISBN 0-8008-4015-1.

### Fonti secondarie
- (EN) Dániel Bagi, Divisio Regni. The territorial divisions, power struggles, and dynastic historiography of the Árpáds of 11th- and early 12th-century Hungary, with comparative studies of the Piasts of Poland and the Přemyslids of Bohemia, Arpadiana II., Research Centre for the Humanities, ISBN 978-963-416-206-3.
- (EN) Július Bartl, Dušan Škvarna, Viliam Čičaj e Mária Kohútova, Slovak History: Chronology & Lexicon, Wauconda, Bolchazy-Carducci Publishers, 2002, ISBN 978-08-65-16444-4.
- (HU) Péter Báling, Az Árpád-ház hatalmi kapcsolatrendszerei. Rokonok, barátok és dinasztikus konfliktust Kelet-Közép-Európában a 11. században és a 12. század elején [Le relazioni di potere della dinastia degli Arpadi. Parenti, Amici e Conflitti Dinastici nell'Europa centro-orientale dell'XI secolo e dell'inizio del XII], Arpadiana VII., Research Centre for the Humanities, 2021, ISBN 978-963-416-246-9.
- (EN) Pál Engel, The Realm of St Stephen: A History of Medieval Hungary, 895-1526, I.B. Tauris Publishers, 2001, ISBN 1-86064-061-3.
- (HU) Ágoston Ignácz, Vér nélkül. IV. Henrik 1063. évi magyarországi hadjáratáról [Senza spargere sangue. La campagna di Enrico IV del 1063 in Ungheria], in Krisztián Bene, Márton Kiss e István Sarlós, Fejezetek a hadtörténelemből vol. 7. A győzelem és a vereség arcai. A hadviselés és a fegyveres küzdelemtörténeti szálai [Capitoli di storia della guerra vol. 7. I volti della vittoria e della sconfitta. Storia della guerra e dei combattimenti armati], Magyar Hadtudományi Társaság,  pp. 77-102, ISBN 978-615-5954-02-3.
- (EN) László Kontler, Millennium in Central Europe: A History of Hungary, Atlantisz Publishing House, 1999, ISBN 963-9165-37-9.
- (EN) Z.J. Kosztolnyik, Five Eleventh Century Hungarian Kings: Their Policies and their Relations with Rome, Columbia University Press, 1981, ISBN 0-914710-73-7.
- (HU) Ferenc Makk, Megjegyzések Salamon és I. Géza történetéhez [Osservazioni sulla Storia di Salomone e Géza I] (PDF), in Acta Historica, n. 84, Seghedino, MTA-SZTE-MOL Magyar Medievisztikai Kutatócsoport, 1987,  pp. 31-44, ISSN 0324-6965 (WC · ACNP).
- (HU) Gyula Kristó e Ferenc Makk, Az Árpád-ház uralkodói [Sovrani della casata degli Arpadi], I.P.C. Könyvek, 1996, ISBN 963-7930-97-3.
- (HU) Ferenc Makk e Gábor Thoroczkay, Írott források az 1050-1116 közötti magyar történelemről [Fonti scritte disponibili sulla storia ungherese tra il 1050 e il 1116], I.P.C. Könyvek, 2006, ISBN 978-963-482-794-8.
- (EN) I.S. Robinson, Henry IV of Germany, 1056-1106, Cambridge University Press, 1999, ISBN 0-521-54590-0.
- (EN) Ján Steinhübel, The Duchy of Nitra, in Slovakia in History, Cambridge University Press, 2011,  pp. 15-29, ISBN 978-0-521-80253-6.
- (EN) Dušan Zupka, Ritual and Symbolic Communication in Medieval Hungary under the Árpád Dynasty (1000-1301), in East Central and Eastern Europe in the Middle Ages, 450-1450, vol. 39, Brill, 2016, ISBN 978-90-04-31467-2.